# El Castellet de Moror
El Castellet de Moror és una muntanya de 2.662 metres que es troba al municipi de la Vall de Boí, a la comarca de l'Alta Ribagorça.